# 贝济耶新城
贝济耶新城（法語：Villeneuve-lès-Béziers，法語發音：[vilnœv lɛ bezje]，意即为“贝济耶附近的新城”）是法国埃罗省的一个市镇，属于贝济耶区。

## 地理
贝济耶新城（43°18'53"N, 3°16'49"E）面积17.31 平方千米，位于法国奧克西塔尼大區埃罗省，该省份为法国南部沿海省份，南濒地中海，西南接奥德省，西北接塔恩省和阿韦龙省，东北与加尔省接壤。
与贝济耶新城接壤的市镇（或旧市镇、城区）包括：貝濟耶、塞尔斯、波尔蒂拉涅、索维扬、塞里尼昂。

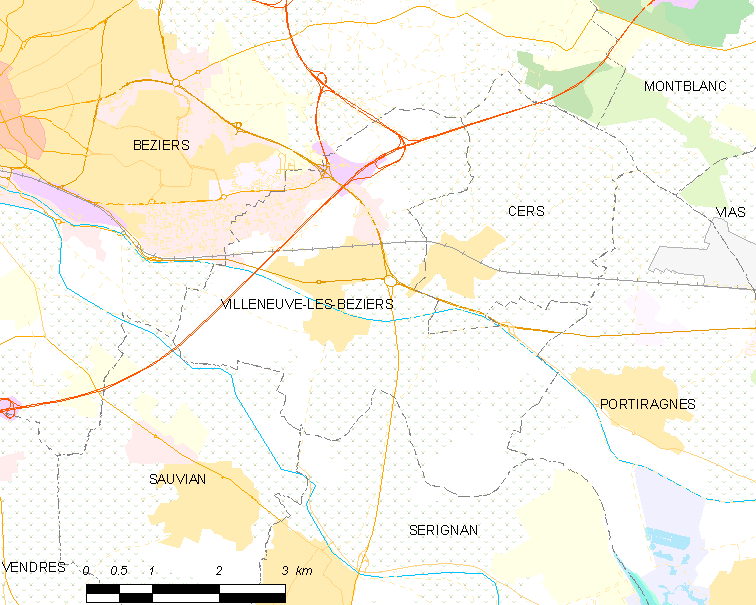
贝济耶新城的OSM定位图

贝济耶新城的时区为UTC+01:00、UTC+02:00（夏令时）。

## 行政
贝济耶新城的邮政编码为34420、34500、34220，INSEE市镇编码为34336。

## 政治
贝济耶新城所属的省级选区为贝济耶第三县。

## 人口

1962-2008年间贝济耶新城人口变化图示

贝济耶新城于2022年1月1日时的人口数量为4283人。